# 400 meter för herrar i friidrott vid olympiska sommarspelen 2020
Herrarnas 400 meter vid olympiska sommarspelen 2020 avgjordes mellan den 1 och 5 augusti 2021 på Tokyos Olympiastadion i Japan. 48 deltagare från 33 nationer deltog i tävlingen. Det var 29:e gången grenen fanns med i ett OS och den har funnits med i varje OS sedan första upplagan 1896.
Steven Gardiner från Bahamas tog guld efter ett lopp på säsongsbästat 43,85 sekunder. Silvermedaljen togs av colombianska Anthony Zambrano på 44,08 sekunder och bronsmedaljen gick till Kirani James från Grenada som sprang i mål på 44,19 sekunder.

## Rekord
Innan tävlingens start fanns följande rekord:
| Världsrekord     | Wayde van Niekerk (RSA) | 43,03 | Rio de Janeiro, Brasilien | 14 augusti 2016 |
| Olympiskt rekord | Wayde van Niekerk (RSA) | 43,03 | Rio de Janeiro, Brasilien | 14 augusti 2016 |

| Område                                   | Tid (s)    | Idrottare            | Nation       |
| ---------------------------------------- | ---------- | -------------------- | ------------ |
| Afrika                                   | 43,03 0VR0 | Wayde van Niekerk    | Sydafrika    |
| Asien                                    | 43,93      | Yousef Ahmed Masrahi | Saudiarabien |
| Europa                                   | 44,33      | Thomas Schönlebe     | Östtyskland  |
| Nordamerika, Centralamerika och Karibien | 43.18      | Michael Johnson      | USA          |
| Oceanien                                 | 44,38      | Darren Clark         | Australien   |
| Sydamerika                               | 44,15      | Anthony Zambrano     | Colombia     |

Följande nationsrekord slogs under tävlingen:
| Land          | Idrottare           | Omgång    | Tid   | Noteringar |
| ------------- | ------------------- | --------- | ----- | ---------- |
| Colombia      | Anthony Zambrano    | Semifinal | 43,93 | 0AR0       |
| Nederländerna | Liemarvin Bonevacia | Semifinal | 44,62 |            |

## Schema
Alla tider är UTC+9.
| Datum                  | Tid   | Omgång      |
| ---------------------- | ----- | ----------- |
| Söndag 1 augusti 2021  | 9:10  | Försöksheat |
| Måndag 2 augusti 2021  | 19:00 | Semifinaler |
| Torsdag 5 augusti 2021 | 19:00 | Final       |

## Resultat

### Försöksheat
Kvalificeringsregler: De tre första i varje heat 0Q0 samt de sex snabbaste tiderna 0q0 gick vidare till semifinalerna.

#### Heat 1
| Placering | Bana | Idrottare          | Nation     | Reaktionstid | Tid   | Noteringar |
| --------- | ---- | ------------------ | ---------- | ------------ | ----- | ---------- |
| 1         | 9    | Isaac Makwala      | Botswana   | 0,197        | 44,86 | 0Q0        |
| 2         | 5    | Kirani James       | Grenada    | 0,160        | 45,09 | 0Q0        |
| 3         | 8    | Jonathan Sacoor    | Belgien    | 0,151        | 45,41 | 0Q0        |
| 4         | 3    | Demish Gaye        | Jamaica    | 0,165        | 45,49 | 0q0        |
| 5         | 6    | Alonzo Russell     | Bahamas    | 0,223        | 45,51 | 0q0, 0SB0  |
| 6         | 7    | Alex Beck          | Australien | 0,160        | 45,54 | 0PB0       |
| 7         | 2    | Ricardo dos Santos | Portugal   | 0,140        | 46,83 |            |
| 8         | 4    | Bachir Mahamat     | Tchad      | 0,206        | 47,93 | 0SB0       |

#### Heat 2
| Placering | Bana | Idrottare         | Nation       | Reaktionstid | Tid   | Noteringar |
| --------- | ---- | ----------------- | ------------ | ------------ | ----- | ---------- |
| 1         | 6    | Mazen Al-Yassin   | Saudiarabien | 0,163        | 45,16 | 0Q0, 0PB0  |
| 2         | 5    | Kevin Borlée      | Belgien      | 0,126        | 45,36 | 0Q0, 0SB0  |
| 3         | 7    | Ricky Petrucciani | Schweiz      | 0,168        | 45,64 | 0Q0        |
| 4         | 9    | Randolph Ross     | USA          | 0,227        | 45,67 |            |
| 5         | 8    | Zakithi Nene      | Sydafrika    | 0,147        | 45,74 |            |
| 6         | 4    | Jhon Perlaza      | Colombia     | 0,159        | 46,55 |            |
| 7         | 2    | Pavel Maslák      | Tjeckien     | 0,196        | 47,01 |            |
| 8         | 3    | Ahmed Al-Yaari    | Jemen        | 0,183        | 48,53 | 0SB0       |

#### Heat 3
| Placering | Bana | Idrottare              | Nation              | Reaktionstid | Tid   | Noteringar |
| --------- | ---- | ---------------------- | ------------------- | ------------ | ----- | ---------- |
| 1         | 2    | Michael Cherry         | USA                 | 0,178        | 44,82 | 0Q0        |
| 2         | 9    | Jonathan Jones         | Barbados            | 0,181        | 45,04 | 0Q0, 0SB0  |
| 3         | 7    | Christopher Taylor     | Jamaica             | 0,151        | 45,20 | 0Q0        |
| 4         | 6    | Dwight St. Hillaire    | Trinidad och Tobago | 0,176        | 45,41 | 0q0        |
| 5         | 4    | Luka Janežič           | Slovenien           | 0,163        | 45,44 | 0q0, 0SB0  |
| 6         | 5    | Gilles Anthony Afoumba | Kongo-Brazzaville   | 0,199        | 46,03 | 0SB0       |
| 7         | 8    | Lucas Carvalho         | Brasilien           | 0,172        | 46,12 |            |
| 8         | 3    | Mohammad Jahir Rayhan  | Bangladesh          | 0,170        | 48,29 | 0SB0       |

#### Heat 4
| Placering | Bana | Idrottare         | Nation         | Reaktionstid | Tid   | Noteringar |
| --------- | ---- | ----------------- | -------------- | ------------ | ----- | ---------- |
| 1         | 3    | Anthony Zambrano  | Colombia       | 0,167        | 44,87 | 0Q0        |
| 2         | 4    | Steven Solomon    | Australien     | 0,163        | 44,94 | 0Q0, 0PB0  |
| 3         | 7    | Wayde van Niekerk | Sydafrika      | 0,162        | 45,25 | 0Q0        |
| 4         | 5    | Leungo Scotch     | Botswana       | 0,186        | 45,32 | 0q0        |
| 5         | 9    | Davide Re         | Italien        | 0,171        | 45,46 | 0q0, 0SB0  |
| 6         | 6    | Julian Walsh      | Japan          | 0,146        | 46,57 |            |
| 7         | 2    | Jovan Stojoski    | Nordmakedonien | 0,184        | 46,81 | 0PB0       |
|           | 8    | Emmanuel Korir    | Kenya          |              | 0DSQ0 | TR 16.8    |

#### Heat 5
| Placering | Bana | Idrottare       | Nation              | Reaktionstid | Tid     | Noteringar |
| --------- | ---- | --------------- | ------------------- | ------------ | ------- | ---------- |
| 1         | 2    | Steven Gardiner | Bahamas             | 0,163        | 45,05   | 0Q0        |
| 2         | 3    | Deon Lendore    | Trinidad och Tobago | 0,203        | 45,14   | 0Q0        |
| 3         | 9    | Jochem Dobber   | Nederländerna       | 0,179        | 45,54   | 0Q0        |
| 4         | 4    | Nathon Allen    | Jamaica             | 0,138        | 46,12   |            |
| 5         | 5    | Sadam Koumi     | Sudan               | 0,143        | 46,26   | 0SB0       |
| 6         | 6    | Marvin Schlegel | Tyskland            | 0,200        | 46,39   |            |
| 7         | 7    | Mikhail Litvin  | Kazakstan           | 0,210        | 47,15   |            |
| 8         | 8    | Karol Zalewski  | Polen               | 0,154        | 2.15,38 |            |

#### Heat 6
| Placering | Bana | Idrottare           | Nation              | Reaktionstid | Tid   | Noteringar |
| --------- | ---- | ------------------- | ------------------- | ------------ | ----- | ---------- |
| 1         | 4    | Liemarvin Bonevacia | Nederländerna       | 0,171        | 44,95 | 0Q0        |
| 2         | 6    | Michael Norman      | USA                 | 0,157        | 45,35 | 0Q0        |
| 3         | 8    | Machel Cedenio      | Trinidad och Tobago | 0,218        | 45,56 | 0Q0        |
| 4         | 9    | Edoardo Scotti      | Italien             | 0,169        | 45,71 |            |
| 5         | 7    | Thapelo Phora       | Sydafrika           | 0,150        | 45,83 | 0SB0       |
| 6         | 5    | Taha Hussein Yaseen | Irak                | 0,144        | 46,00 | 0SB0       |
| 7         | 3    | Óscar Husillos      | Spanien             | 0,147        | 48,05 |            |
| 8         | 2    | Todisoa Rabearison  | Madagaskar          | 0,196        | 48,40 | 0SB0       |

### Semifinaler
Kvalificeringsregler: De två första i varje heat 0Q0 samt de två snabbaste tiderna 0q0 gick vidare till finalen.

#### Semifinal 1
| Placering | Bana | Idrottare           | Nation              | Reaktionstid | Tid   | Noteringar |
| --------- | ---- | ------------------- | ------------------- | ------------ | ----- | ---------- |
| 1         | 5    | Kirani James        | Grenada             | 0,160        | 43,88 | 0Q0, 0SB0  |
| 2         | 6    | Anthony Zambrano    | Colombia            | 0,175        | 43,93 | 0Q0, 0AR0  |
| 3         | 4    | Liemarvin Bonevacia | Nederländerna       | 0,160        | 44,62 | 0q0, 0NR0  |
| 4         | 7    | Deon Lendore        | Trinidad och Tobago | 0,193        | 44,93 |            |
| 5         | 3    | Davide Re           | Italien             | 0,157        | 44,94 | 0SB0       |
| 6         | 9    | Ricky Petrucciani   | Schweiz             | 0,140        | 45,26 |            |
| 7         | 2    | Luka Janežič        | Slovenien           | 0,152        | 45,36 | 0SB0       |
| 8         | 8    | Jonathan Sacoor     | Belgien             | 0,136        | 45,88 |            |

#### Semifinal 2
| Placering | Bana | Idrottare          | Nation              | Reaktionstid | Tid   | Noteringar |
| --------- | ---- | ------------------ | ------------------- | ------------ | ----- | ---------- |
| 1         | 6    | Michael Cherry     | USA                 | 0,162        | 44,44 | 0Q0        |
| 2         | 8    | Christopher Taylor | Jamaica             | 0,164        | 44,92 | 0Q0, 0SB0  |
| 3         | 5    | Steven Solomon     | Australien          | 0,168        | 45,15 |            |
| 4         | 4    | Mazen Al-Yassin    | Saudiarabien        | 0,154        | 45,37 |            |
| 5         | 2    | Leungo Scotch      | Botswana            | 0,178        | 45,56 |            |
| 6         | 9    | Machel Cedenio     | Trinidad och Tobago | 0,192        | 45,86 |            |
| 7         | 3    | Alonzo Russell     | Bahamas             | 0,169        | 46,04 |            |
| —         | 7    | Kevin Borlée       | Belgien             |              | 0DNS0 |            |

#### Semifinal 3
| Placering | Bana | Idrottare           | Nation              | Reaktionstid | Tid   | Noteringar |
| --------- | ---- | ------------------- | ------------------- | ------------ | ----- | ---------- |
| 1         | 6    | Steven Gardiner     | Bahamas             | 0,152        | 44,14 | 0Q0, 0SB0  |
| 2         | 7    | Michael Norman      | USA                 | 0,156        | 44,52 | 0Q0        |
| 3         | 4    | Isaac Makwala       | Botswana            | 0,197        | 44,59 | 0q0        |
| 4         | 3    | Demish Gaye         | Jamaica             | 0,155        | 45,09 | 0SB0       |
| 5         | 8    | Wayde van Niekerk   | Sydafrika           | 0,381        | 45,14 |            |
| 6         | 9    | Jochem Dobber       | Nederländerna       | 0,191        | 45,48 |            |
| 7         | 2    | Dwight St. Hillaire | Trinidad och Tobago | 0,153        | 45,58 |            |
| 8         | 5    | Jonathan Jones      | Barbados            | 0,159        | 45,61 |            |

### Final
| Placering | Bana | Idrottare           | Nation        | Reaktionstid | Tid   | Noteringar |
| --------- | ---- | ------------------- | ------------- | ------------ | ----- | ---------- |
| 1         | 7    | Steven Gardiner     | Bahamas       | 0,179        | 43,85 | 0SB0       |
| 2         | 5    | Anthony Zambrano    | Colombia      | 0,166        | 44,08 |            |
| 3         | 4    | Kirani James        | Grenada       | 0,157        | 44,19 |            |
| 4         | 6    | Michael Cherry      | USA           | 0,179        | 44,21 | 0PB0       |
| 5         | 8    | Michael Norman      | USA           | 0,148        | 44,31 |            |
| 6         | 9    | Christopher Taylor  | Jamaica       | 0,158        | 44,79 | 0PB0       |
| 7         | 2    | Isaac Makwala       | Botswana      | 0,167        | 44,94 |            |
| 8         | 3    | Liemarvin Bonevacia | Nederländerna | 0,168        | 45,07 |            |